# مارتن فاغان
مارتن فاغان (بالإنجليزية: Martin Fagan)‏ هو منافس ألعاب قوى أيرلندي، ولد في 26 يونيو 1983 في Mullingar ‏ في جمهورية أيرلندا.

## وصلات خارجية
- مارتن فاغان على موقع الاتحاد الدولي لألعاب القوى (الإنجليزية)
- مارتن فاغان على موقع أوليمبيديا (الإنجليزية)